# Rosita Salvador
 (juillet 2019).
Si vous disposez d'ouvrages ou d'articles de référence ou si vous connaissez des sites web de qualité traitant du thème abordé ici, merci de compléter l'article en donnant les références utiles à sa vérifiabilité et en les liant à la section « Notes et références ».
Rosita Salvador, (née Victoire Bergeron le 28 janvier 1933 et morte le 3 avril 2008), est une chanteuse québécoise, surtout de cabarets. L'une des grandes voix du Québec, elle a charmé pendant ses années sur plusieurs générations. 

## Biographie
Rosita Salvador vient d'une modeste famille de Longueuil, composée de deux frères (Jean-Marie et André) et de quatre sœurs (Diane, Colombe, Chantal et Flore). Très jeune, elle fait face à la douleur tragique du deuil lorsque sa jeune sœur, Flore, décède. Son père était paralysé et ne pouvait aider à subvenir au besoin de la famille ce qui poussa Rosita, en compagnie de ses frères et sœurs, à trouver un travail le plus rapidement possible. Elle commença sa carrière en 1950 comme danseuse. C'est en remportant un concours d'amateurs qu'elle passe de la danse à la chanson. En 1959, elle endisque ses premières chansons. Son look tout à la fois ingénu et ravageur fait rapidement tourner les têtes. 
On la retrouve au petit écran dans des émissions telles que Le club des autographes mais ce n'est que lorsqu'en 1963, elle enregistre Donne moi ma chance et Le bonheur, qu'elle sera propulsée au sommet des palmarès. Elle enchaine en 1964 avec  deux autres grands succès, C'est de ta faute et Mon cœur est en prison.
Elle est une des grandes vedettes des cabarets montréalais à la fin des années 1950 et au début des années 1960. Elle se produit dans de nombreux cabarets à Montréal tels le Mocambo et la Casa Loma, faisant salle comble. Elle chante à la Place des Arts les 1er et 2 février 1964 devant un public charmé. Sa carrière sur disque se poursuit jusqu'en 1977 et elle gravera plus de 40 disques 45-tours et trois albums. Elle se consacrera à la peinture à compter de 1980 et sera l'invitée d'honneur lors de divers vernissages. Ses peintures affichent entre autres des paysages qui lui sont chers et des natures mortes. Certaines sont vendues au gros prix alors que le reste de sa collection demeurera la possession des membres de sa famille. 
Elle eut une vie privée chaotique, pour ne pas dire malheureuse, qui lui assurera une présence régulière dans les journaux à potins québécois. À une certaine période, Rosita Salvador revendiquera quatre divorces. Son seul fils, Normand Salva, meurt dans un accident de la route durant le week-end de la Fête du travail en 1972. Rosita affirmera en privé ne s'être jamais vraiment remise de la mort de son fils. Rosita restera par la suite discrète sur sa vie amoureuse jusqu'à son décès. 
Rosita était une femme forte, pétillante et au charme indéniable. Gracieuse sans être hautaine, on la trouvait toujours bien coiffée, habillée et maquillée. Elle avait le cœur sur la main, adorait rire et surtout faire rire! 
Elle meurt d'un cancer des poumons et du foie en avril 2008 en laissant dans le deuil sa partenaire de vie, sa famille et ses amis. 

## Récompenses et Honneurs

### Honneurs
Le 27 janvier 2008, 25 artistes ont célébré le 75e anniversaire de Rosita Salvador à Laval. C'était sa dernière présence sur scène.

## Sources et liens externes
- Showbizz.net
- Disques Mérite